# 고대도항
고대도항은 충청남도 보령시 오천면 삽시도리에 위치한 어항이다. 1972년 8월 7일 지방어항으로 지정되었다. 시설관리자는 보령시장이다.

## 어항구역
고대도항의 어항구역은 다음과 같다.
- 수역
  - 기점(X=321,213 Y=143,463)으로부터 북동쪽20˚ 방향으로 445m 그은선의 끝점과 북서방향 64˚317m 연결점에서 육지끝부분(X=321,618 Y=142,947)으로 연결한 선내의 공유수면 및 육역
- 육역
  - 충청남도 보령시 오천면 삽시도리 1045-1 (제방)
  - 충청남도 보령시 오천면 삽시도리 1045-3 (잡종지)
  - 충청남도 보령시 오천면 삽시도리 1045-6 (잡종지)